# Union Ried
Der Union Ried ist ein Sportverein aus Ried in Österreich und wurde 1946 gegründet. Er bietet American Football, Basketball, Badminton, Tanzsport, Turnsport und Volleyball an.

## Geschichte
Die Sportunion Ried im Innkreis gründete sich 1946 als überparteilicher, auf die sittlichen und kulturellen Werte des Christentums sowie des österreichischen Volks- und Brauchtums bedachter Sportverband.

## Sektionen

### American Football
Gladiators Ried wollen 2019 in den regulären Ligabetrieb einsteigen.

### Volleyball
Der Unionvolleyballclub Ried, kurz UVC Ried wurde als die Sektion Volleyball von Thomas Brückl und Dr. Wolfgang Puttinger 1983 gegründet und schon im ersten Jahr gelang der Aufstieg in die 2. Landesliga. Ab 2008 spielte der Verein den Aufstieg in die 2. Bundesliga und seit der Saison 2016/17 spielt er bis heute in der Austrian Volley League.
Erfolge
- Aufstieg in die AVL: 2017